# Molokini
Molokini – wyspa znajdująca się 4 km na zachód od wybrzeży wyspy Maui. Jest częściowo zanurzonym kraterem wulkanicznym w kształcie półksiężyca. Jest to miejsce popularne wśród nurków, głównie przez bardzo przejrzystą wodę (do 46 m). Wysepka jest częścią Hawaii State Seabird Sanctuarium.